# RefRain
『RefRain』（リフレイン）は、上田麗奈の1枚目のミニアルバム。2016年12月21日にLantisから発売された。

## 概要
全曲とも上田本人が作詞に参加しており、共同作詞をTECHNOBOYS PULCRAFT GREEN-FUNDの松井洋平が担当。
収録楽曲の内『海の駅』は仕事について歌った内容であり「これからも芝居をしていきたいけれども、先が見えないという不安。でも助けたり導いたりして下さる先輩がいて。これからももっと頑張りたい。泳ぎ続けたい、という気持ちを全面に出している曲です」と曲のコンセプトを本人が雑誌で語っている。

## 収録曲
1. マニエールに夢を
  - 作詞：松井洋平・上田麗奈、作曲・編曲：佐藤純一
2. ワタシ*ドリ
  - 作詞：松井洋平・上田麗奈、作曲・編曲：田中秀和
3. 海の駅
  - 作詞：松井洋平・上田麗奈、作曲・編曲：rionos
4. 毒の手
  - 作詞：上田麗奈・TECHNOBOYS PULCRAFT GREEN-FUND、作曲・編曲：TECHNOBOYS PULCRAFT GREEN-FUND
5. 車庫の少女
  - 作詞：松井洋平・上田麗奈、作曲・編曲：shilo
6. あなたの好きなメロディ
  - 作詞：上田麗奈、補作詞：松井洋平、作曲：佐藤純一、編曲：佐藤純一・川本新